# Ga Sông Lòng Sông
Ga Sông Lòng Sông là một nhà ga xe lửa tại xã Phong Phú, huyện Tuy Phong, tỉnh Bình Thuận. Nhà ga là một điểm trên tuyến đường sắt Bắc Nam, nằm giữa ga Vĩnh Hảo và ga Phong Phú. Lý trình ga: Km 1465 + 540.

## Các tuyến
- Đường sắt Bắc Nam

| Ga trước Vĩnh Hảo | Đường sắt Việt Nam Đường sắt Bắc Nam | Ga sau Phong Phú |